# Doane Harrison
Doane Harrison (* 19. September 1894 in Paw Paw, Michigan; † 11. November 1968 in Riverside, Kalifornien) war ein US-amerikanischer Filmeditor und Filmproduzent.

## Leben
Doane Harrison war ab 1925 im Bereich Filmschnitt in Hollywood tätig. Zehn Jahre später erhielt er einen festen Vertrag bei Paramount Pictures, wo er ab 1942 besonders häufig mit Regisseur Billy Wilder zusammenarbeitete. Wilder hatte persönlich nach Harrison als Editor gefragt, als er mit Der Major und das Mädchen (1942) seinen ersten Film drehte. Ihre Zusammenarbeit währte mehr als 25 Jahre. Wilder bestand zudem darauf, dass Harrison stets bei den Dreharbeiten anwesend war, um die Filmszenen so effizient wie möglich zu drehen und so Zeit und Aufwand für letztlich unbrauchbare Aufnahmen zu sparen.
Im Jahr 1944 erhielt Harrison seine erste Oscar-Nominierung in der Kategorie Bester Schnitt für Wilders Fünf Gräber bis Kairo. 1946 wurde er für Das verlorene Wochenende erneut nominiert. Zusammen mit Arthur P. Schmidt war er 1951 für Boulevard der Dämmerung ein drittes und letztes Mal für den Oscar nominiert. Er ging jedoch stets leer aus. In den 1950er Jahren betätigte er sich als Koproduzent von Wilders Filmen, darunter Das verflixte 7. Jahr (1955), Manche mögen’s heiß (1959) und Das Mädchen Irma la Douce (1963). Er starb 1968 im Alter von 74 Jahren in Riverside, Kalifornien.

## Filmografie (Auswahl)
Schnitt
- 1930: Ein Mann für sie (Her Man) – Regie: Tay Garnett
- 1935: Sein letztes Kommando (Annapolis Farewell) – Regie; Alexander Hall
- 1936: Texas Rangers – Regie: King Vidor
- 1937: Assistenzarzt Dr. Kilder (Internes Can’t Take Money)
- 1937: Mein Leben in Luxus (Easy Living) – Regie: Mitchell Leisen
- 1939: Enthüllung um Mitternacht (Midnight) – Regie: Mitchell Leisen
- 1940: Arise, My Love – Regie: Mitchell Leisen
- 1940: Die unvergessliche Weihnachtsnacht (Remember the Night) – Regie: Mitchell Leisen
- 1941: Das goldene Tor (Hold Back the Dawn) – Regie: Mitchell Leisen
- 1942: Liebling, zum Diktat (Take a Letter, Darling) – Regie: Mitchell Leisen
- 1942: Mabok, der Schrecken des Dschungels (Beyond the Blue Horizon) – Regie: Alfred Santell
- 1942: Der Major und das Mädchen (The Major and the Minor) – Regie: Billy Wilder
- 1943: Fünf Gräber bis Kairo (Five Graves to Cairo) – Regie: Billy Wilder
- 1944: Frau ohne Gewissen (Double Indemnity) – Regie: Billy Wilder
- 1944: Der unheimliche Gast (The Uninvited) – Regie: Lewis Allen
- 1944: Sturzflug ins Glück (Practically Yours) – Regie: Mitchell Leisen
- 1945: Das verlorene Wochenende (The Lost Weekend) – Regie: Billy Wilder
- 1948: Eine auswärtige Affäre (A Foreign Affair) – Regie: Billy Wilder
- 1948: Ich küsse Ihre Hand, Madame (The Emperor Waltz) – Regie: Billy Wilder
- 1950: Boulevard der Dämmerung (Sunset Blvd.) – Regie: Billy Wilder
- 1950: Das Brandmal (Branded)
- 1953: The Sea Around Us – Regie: Irwin Allen
- 1952: Nur für Dich (Just for You) – Regie: Elliott Nugent
- 1953: Donner in Fern-Ost (Thunder in the East) – Regie: Charles Vidor
- 1956: Blut an meinen Händen (Tension at Table Rock) – Regie: Charles Marquis Warren

Produktion
- 1955: Das verflixte 7. Jahr (The Seven Year Itch) – Regie: Billy Wilder
- 1957: Ariane – Liebe am Nachmittag (Love in the Afternoon) – Regie: Billy Wilder
- 1959: Manche mögen’s heiß (Some Like It Hot) – Regie: Billy Wilder
- 1960: Das Appartement (The Apartment) – Regie: Billy Wilder
- 1961: Eins, Zwei, Drei (One, Two, Three) – Regie: Billy Wilder
- 1963: Das Mädchen Irma la Douce (Irma la Douce) – Regie: Billy Wilder
- 1964: Küss mich, Dummkopf (Kiss Me, Stupid) – Regie: Billy Wilder
- 1966: Der Glückspilz (The Fortune Cookie) – Regie: Billy Wilder

## Auszeichnungen
- 1944: Oscar-Nominierung in der Kategorie Bester Schnitt für Fünf Gräber bis Kairo
- 1946: Oscar-Nominierung in der Kategorie Bester Schnitt für Das verlorene Wochenende
- 1951: Oscar-Nominierung in der Kategorie Bester Schnitt für Boulevard der Dämmerung zusammen mit Arthur P. Schmidt